# Encarsia atlantica
Encarsia atlantica is een vliesvleugelig insect uit de familie Aphelinidae. De wetenschappelijke naam is voor het eerst geldig gepubliceerd in 2003 door Polaszek & Hernández.